# غرب القاهرة (حي)
حي غرب، أحد التقسيمات الداخلية للمنطقة الغربية في محافظة القاهرة، جمهورية مصر العربية.